# !Hero
!Hero è un'opera rock statunitense del 2003, che rivede in chiave moderna gli ultimi due anni della vita di Gesù.
L'opera, ambientata in un futuro distopico, si basa sulla domanda "E se Gesù fosse nato a Bethlehem, Pennsylvania?".

## Trama
In un futuro molto vicino, la Terra è unificata sotto il Governo mondiale della International Confederation Of Nations (I.C.O.N.), che ha sradicato quasi tutte le religioni del mondo, ad eccezione dell'ebraismo e di qualche setta mistica ed occulta. New York è ridotta ad un campo di battaglia, presidiato dalla Polizia, fra bande criminali e piccoli gruppi rivoluzionari che combattono contro la I.C.O.N.
Un bambino ebreo di Bethlehem, di nome !Hero, è costretto a fuggire assieme alla sua famiglia a Brooklyn, dove è presente una piccola comunità ebraica e dove è attiva l'ultima sinagoga esistente al mondo. Qui cresce ed inizia a predicare i principi del Cristianesimo alla popolazione di New York, assieme a Petrov e Maggie.
La I.C.O.N. considera !Hero e le sue teorie una minaccia per il proprio potere, così ordina a Devlin, capo della Polizia di New York, di prendere provvedimenti. Questi cospira con il Rabbino capo Kai per porre termine alle predicazioni di !Hero, che insegna ad amare il proprio nemico e a prendersi cura del prossimo. I due si servono di Jude per portare a termine il proprio piano.
La storia, raccontata dall'agente speciale Hunter (che diserta la Polizia per unirsi ad !Hero), ripercorre i principali miracoli e sermoni di Gesù, adattati dalla Bibbia, concludendosi con la morte di !Hero per mano di una folla inferocita (eterodiretta dalla I.C.O.N.) e con la sua risurrezione.

## Altri media
Dopo la tournée ufficiale del 2003, l'opera fu riadattata anche sotto forma di trilogia letteraria e di fumetto. Inoltre, la colonna sonora venne pubblicata in album omonimo, mentre lo spettacolo fu pubblicato anche in DVD.